# کمپو بلو
کمپو بلو (به پرتغالی: Campo Belo) یک شهرداری در برزیل است که در میناز ژرایس واقع شده‌است. کمپو بلو ۵۲۸٫۲۲۵ کیلومتر مربع مساحت و ۵۴٬۱۸۶ نفر جمعیت دارد و ۹۴۵٫۰ متر بالاتر از سطح دریا واقع شده‌است.